# Азангулово
Азангу́лово (рос. Азангулово, башк. Аҙанғол) — присілок у складі Мечетлінського району Башкортостану, Росія. Входить до складу Новомещеровської сільської ради.
Населення — 326 осіб (2010; 296 в 2002).
Національний склад:
- башкири — 100 %